# Mariborska krvava nedelja
Mariborska krvava nedelja (nemško Marburger Blutsonntag) označuje dogodke 27. januarja 1919 v Mariboru.
Severna meja po koncu prve svetovne vojne ni bila določena. Jeseni 1918 je general Maister zasedel precejšen del ozemlja, ki sta si ga lastili jugoslovanska in avstrijska stran. 
27. januarja 1919 je prišla v Maribor ameriška vojaška delegacija pod vodstvom podpolkovnika Shermana Milesa. Z generalom Maistrom so se pogovarjali o določitvi meja. Streljanje na nemško govoreče protestnike se je zgodilo po tem, ko so ti napadli slovenske vojake, ki so stražili mestno hišo v katerem je potekal sestanek med Maistrom in ameriško delegacijo. 